# Agios Minas (Neo Chorio)

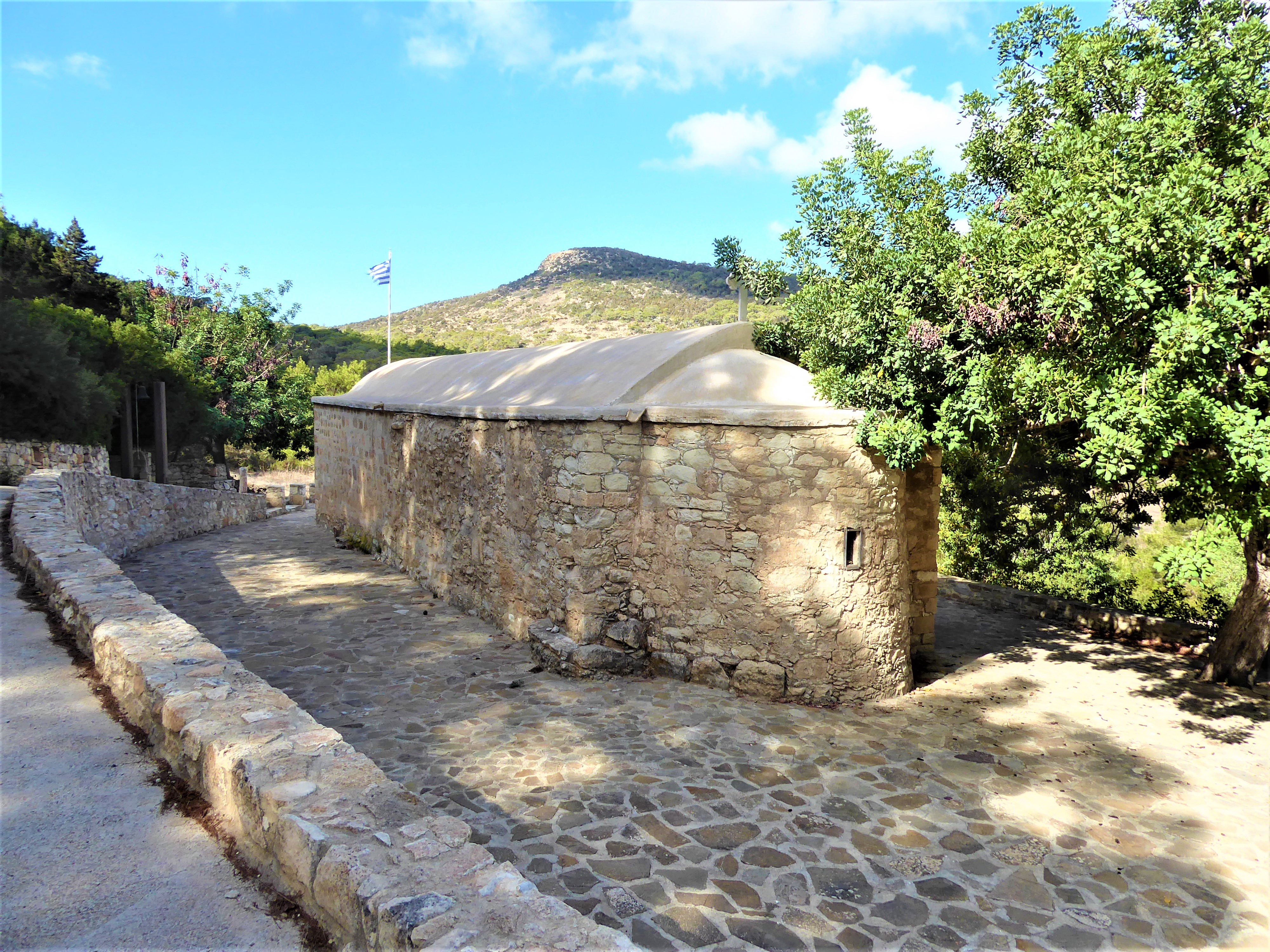
Die Kirche Agios Minas in Neo Chorio

Agios Minas (griechisch Αγίου Μηνά) ist eine Kirche der zyprisch-orthodoxen Kirche westlich von Neo Chorio auf der Halbinsel Akamas im Bezirk Paphos auf Zypern.

## Beschreibung
Die byzantinische Kirche mit dem Patrozinium des heiligen Menas entstand in den ältesten Teilen im Osten im 12. Jahrhundert. Die heutige Baugestalt ist das Ergebnis von Arbeiten im 16. Jahrhundert, die Baunaht zur Erweiterung nach Westen ist deutlich zu erkennen. Der bescheidene einschiffige Bau mit Halbkreisapsis gehörte zu einem Kloster, in dem sechs Mönche lebten, die zum Kloster Agios Georgios Nikoksilitis bei Drousha in Syrien gehörten. Das Kloster bestand bis 1834. Der Überlieferung nach soll das kleine Kloster im Westen Zyperns von ägyptischen Mönchen gegründet worden sein, die von dort das Menas-Patrozinium mitbrachten. Nordöstlich der Kirche haben sich Grundmauern der Mönchszellen erhalten.
Im Inneren der Kirche haben sich Teile von Fresken erhalten, die hauptsächlich aus dem 16. Jahrhundert stammen. Am besten erhalten ist eine Darstellung der Heiligen Konstantin und Helena an der Südseite. Gegenüber im nördlichen Gewölbe befindet sich eine Darstellung der Verklärung des Herrn. Auf der Wand darunter îst der heilige Theodor Stratelates dargestellt.